# Frosinone Calcio
Frosinone Calcio je italijanski nogometni klub iz mesta Frosinone. Ustanovljen je bil leta 1906 kot Unione Sportiva Frusinate, bil nato razpuščen in ponovno ustanovljen leta 1990. Po sezoni 2017/18 ponovno igra v Serie A, 1. italijanski nogometni ligi.
Z domačih tekmovanj ima Frosinone 2 naslova prvaka Serie C2 in 2 naslova prvaka Serie D, štiri naslove prvaka iz regionalnih lig ter naziv podprvaka pokala Serie C. Z evropskih tekmovanj rezultatov še nima.
Domači stadion Frosinoneja je Stadio Benito Stirpe, ki sprejme 16.227 gledalcev. Barvi dresov sta rumena in modra. Nadimki nogometašev so Canarini ("Kanarčki"), Gialloazzurri ("Svetlorumeno-Modri"),
Ciociari in Frusinati.